# 查理·泰勒
查爾斯·詹姆斯·「查理」·泰勒（英語：Charlie Taylor；1993年9月18日—）是一位英格蘭足球運動員。在場上的位置是後衛。他現在效力於英超球隊南安普顿。他也代表英格蘭U21國家隊參賽。

## 外部連結
- 足球数据库：查理·泰勒的球员统计数据